# Nelson Carmichael
Nelson Carmichael, född den 19 november 1965 i Columbus, Ohio, är en amerikansk freestyleåkare.
Han tog OS-brons i herrarnas puckelpist i samband med de olympiska freestyletävlingarna 1992 i Albertville.